# Aurora Fútbol Club
Aurora Fútbol Club é um clube de futebol da Guatemala, que atualmente compete na Primera División de Guatemala, referente à segunda divisão.
O clube, que é subordinado ao Exército, foi fundado em 14 de abril de 1945, sob o nome Aurora de la Guardia de Honor. Em 1946 recebeu seu nome atual. O Aurora já ganhou vários campeonatos nacionais e da Copa da Guatemala. Em 1976 e 1979 foi venceu a Copa Interclubes da UNCAF. Em 2005, o clube foi rebaixado após 58 anos na primeira divisão.

## Títulos

### Títulos Nacionais
- Campeonato Guatemalteco de Futebol (8):

1964, 1966, 1967/68, 1975, 1978, 1984, 1986, 1992/93
- Copa da Guatemala (4):

1958/59, 1967/68, 1968/69, 1984

### Títulos Internacionais
- Copa Interclubes da UNCAF (2):

1974, 1976